# Harald Piron
Harald Piron (* 1967 in Köln) ist ein deutscher Psychotherapeut und Meditationsforscher.

## Leben
Piron studierte Psychologie an der Universität Trier und absolvierte anschließend berufsbegleitend verschiedene psychotherapeutische Ausbildungen in unterschiedlichen Therapieschulen (u. a. Rational-Emotive Therapie nach Albert Ellis, Psychosynthese nach Roberto Assagioli und Verhaltenstherapie). Seit 1999 ist er approbierter, niedergelassener Psychotherapeut mit Kassenzulassung für Verhaltenstherapie. Im Jahr 2003 promovierte er mit der Dissertation Meditation und ihre Bedeutung für die seelische Gesundheit, in der die Entwicklung und Validierung des Konstruktes „Meditationstiefe“ und des Meditationstiefe-Fragebogens (MTF) sowie eine empirische Studie zu den Wirkungen von Meditation auf die persönliche Entwicklung und seelische Gesundheit dokumentiert sind. Piron konnte belegen, dass es eine traditionsübergreifende und methodenunabhängige Dimension meditativer Tiefe gibt, die ein Spektrum von fünf Tiefenbereichen aufspannt und integriert.

## Wirken
Piron gründete mit Klaus Engel die „Society for Meditation and Meditation Research“ (SMMR e.V.) in Köln. Von 2004 bis 2016 war er ihr Erster Vorsitzender. Die SMMR löste sich 2020 auf, da sie ihre Aufgabe, die Meditationsforschung an den europäischen Hochschulen zu etablieren und auf einer internationalen Ebene zu vernetzen, als inzwischen erfüllt angesehen hat. Sie war ein gemeinnütziger, interdisziplinär ausgerichteter wissenschaftlicher Verein, der sich für ein wissenschaftliches, methodenübergreifendes, überkonfessionelles und transkulturelles Verständnis von Meditation einsetzte, den Dialog sowohl zwischen den Traditionen als auch zwischen Forschern, Experten und Meditierenden förderte und die Grundlagen- und Anwendungsforschung zu Entspannungsmethoden, Meditation und Yoga unterstützte. Er organisierte jährliche Fachtagungen und Kongresse. Piron ist seit 2003 festes Redaktionsmitglied der wissenschaftlichen Fachzeitschrift Transpersonale Psychologie und Psychotherapie, die 2011 in Bewusstseinswissenschaften umbenannt wurde. Basierend auf seinen empirischen Studien zu den Tiefenbereichen der Meditation und des Bewusstseins, sowie auf den neurowissenschaftlichen Erkenntnissen zur Neuroplastizität, zur Integrations- und Transformationsfähigkeit des menschlichen Gehirns und Geistes, entwickelte und begründete er die Transpersonale Verhaltenstherapie. Er war auch Gründungsmitglied des Deutschen Kollegiums für Transpersonale Psychologie und Psychotherapie (DKTP).

## Veröffentlichungen (Auswahl)

### Als Autor
- Meditationstiefe. Grundlagen, Forschung, Training, Psychotherapie.  Springer, Berlin 2019. ISBN 978-3-662-58880-2.
- Transpersonale Verhaltenstherapie. Von der Stagnation zur Transformation. Via Nova, Petersberg 2007. ISBN 978-3-86616-063-7.
- Die Dimension des Bewusstseins in der Meditation und in der Verhaltenstherapie. In: Impulse für Gesundheitspsychologie und Public Health. Abteilung für Gesundheits- und klinische Psychologie der Carl von Ossietzky Universität Oldenburg (Hrsg.), DGVT-Verlag, Tübingen 2006. ISBN 978-3-87159-821-0.
- Meditation und ihre Bedeutung für die seelische Gesundheit. BIS, Oldenburg 2003. ISBN 978-3-8142-0872-5.
- Die Tiefendimension in der Meditation – eine empirische Studie. In: Transpersonale Psychologie und Psychotherapie, Heft 1/2001, Via Nova, Petersberg, S. 66–81.
- Meditation Depth, Mental Health, and Personal Development. In: Journal for Meditation and Meditation Research. Peter-Lang-Verlagsgruppe, Frankfurt/M. 2003, S. 45–58.
- The Meditation Depth Index (MEDI) and the Meditation Depth Questionnaire (MEDEQ). In: Journal for Meditation and Meditation Research. Peter-Lang-Verlagsgruppe, Frankfurt/M. 2001.

### Als Herausgeber
- Mit Renaud van Quekelberghe: Meditation und Achtsamkeit. Altes Wissen schafft neue Wissenschaft. Klotz, Eschborn 2014. ISBN 978-3-88074-386-1.
- mit Renaud van Quekelberghe: Meditation und Yoga. Achtsamkeit, Heilung, Selbsterkenntnis. Klotz, Eschborn 2010. ISBN 978-3-88074-025-9.
- Mit Wilfried Belschner, Arndt Büssing und Dorothea Wienand-Kranz: Achtsamkeit als Lebensform. (= Psychologie des Bewusstseins. Bd. 6.) LIT-Verlag, Hamburg 2007. ISBN 978-3-8258-0479-4.
- Mit Wilfried Belschner und Harald Walach: Bewusstseinstransformation als individuelles und gesellschaftliches Ziel. (= Psychologie des Bewusstseins. Bd. 1.) LIT-Verlag, Hamburg 2005. ISBN 3-8258-8522-4.